# 陳信宏
陳信宏（1975年12月6日—），別名阿信，臺灣歌手、詞曲作家與音樂製作人，是樂團五月天的主唱、詞曲創作者，亦是相信音樂創始人之一、潮流服飾品牌「StayReal」的創始人及設計者之一，曾擔任第五屆公共電視台董事 。

## 生平
陳信宏出生於臺北市北投區。畢業於北投國小體育班、北投國中、國立師大附中778美術班，與怪獸擔任過同屆吉他社上下學期的社長以及畢聯會主席，後於實踐大學室內設計系肄業，曾任北區大專搖滾聯盟第二、三屆之主辦人。
2006年11月，阿信以電影《盛夏光年》之同名歌曲〈盛夏光年〉入圍第43屆金馬獎「最佳原創電影歌曲獎」。2007年，他與高中同學、插畫家不二良共同創立潮流服飾品牌「StayReal」，發展個人副業。2009年6月27日，他憑藉《後青春期的詩》專輯中的歌曲〈我心中尚未崩壞的地方〉、〈如煙〉提名第20屆金曲獎「最佳作詞人獎」。2012年8月，他出任第五屆公共電視文化事業基金會董事之一，後於2016年卸任。2013年3月，他獲得「華人娛樂圈十大傑出青年」第二名。2017年6月24日，他憑藉《自傳》專輯中的歌曲〈成名在望〉拿下第28屆金曲獎「最佳作詞人獎」。2019年3月，他獲頒MÜST社團法人中華音樂著作權協會的「最具影響力獎」。
2022年，他首次擔任電影短片《家家》之監製，與廖慶松共同監製，該片由姚國禎執導，劉若英主演。

## 音樂作品
註：此處僅列阿信以個人名義發行或與他人合唱的音樂作品。
| 年份   | 歌曲名稱           | 合作藝人       | 備註                                                                            |
| ------ | ------------------ | -------------- | ------------------------------------------------------------------------------- |
| 2003年 | 不見不散           | 不適用         | 電影《不見不散》主題曲                                                          |
| 2006年 | happy·BIRTH·day    | 不適用         | 同名書籍單曲                                                                    |
| 2006年 | 盛夏光年           | 不適用         | 電影《盛夏光年》主題曲                                                          |
| 2008年 | 走火入魔           | 丁噹           |                                                                                 |
| 2009年 | 花火               | 丁噹           |                                                                                 |
| 2009年 | 讓愛轉動整個宇宙   | 群星           | 「921大地震」10週年主題曲                                                       |
| 2010年 | 思慕的人           | 不適用         | 《戀花》合輯                                                                    |
| 2012年 | 天機               | MP魔幻力量     |                                                                                 |
| 2013年 | 黑暗騎士           | 林俊傑         |                                                                                 |
| 2015年 | 未來就是現在       | MP魔幻力量     |                                                                                 |
| 2015年 | 同一個答案         | Hush           |                                                                                 |
| 2016年 | 乾啦 乾啦          | 八三夭、任賢齊 |                                                                                 |
| 2018年 | 不再孤單           | 黃奕儒         | Acoustic ver. 參與演唱、吉他伴奏                                                |
| 2018年 | 沙文               | 林憶蓮         | 參與和聲                                                                        |
| 2018年 | 當每顆星星         | 黃渤           | 電影《一出好戲》主題曲 分為合唱版與阿信獨唱版                                   |
| 2019年 | 一半人生           | 不適用         | 電影《飛馳人生》主題曲                                                          |
| 2019年 | 隱形的紀念         | 不適用         | 《查無此人 音樂概念專輯》單曲 原曲：中孝介〈各自遠颺〉 翻唱自蔡淳佳〈隱形紀念〉 |
| 2019年 | 說好不哭           | 周杰倫         | 參與演唱、吉他伴奏                                                              |
| 2021年 | 青空未來           | 不適用         | 電影《盛夏未來》主題曲                                                          |
| 2021年 | 月亮代表我的心     | 不適用         | 2021 重製版 電視劇《華燈初上》主題曲                                            |
| 2022年 | 我們都活在進化之中 | 告五人、白安   | StayReal 15週年品牌主題曲                                                       |
| 2025年 | 偶像               | 麋先生         |                                                                                 |

## 音樂創作
阿信創作的歌曲風格多元化，有一些來自電影或小說而有的靈感。另外，他的詞曲創作也大多圍繞親情、愛情、友誼，對生命或世界的看法、夢想。除了華語流行曲外，他也創作了不少臺語歌曲。五月天前三張專輯由他包辦詞曲創作，現為樂團內主要填詞、參與作曲創作。曾用「Ashine」、「伍岳凌」、「月神夜」等筆名參與音樂創作。

## 演出作品

### 電影
- 2010年：《近在咫尺》—飾演 評審（特別客串）

### 電視劇
- 2014年：《A咖的路》—聲演 周書宇（歌聲演出）

### 微電影
- 2001年：音樂愛情故事《企求》—聲演 大伯、青年
- 2013年：〈黑暗騎士〉The Dark Knight 黑蝕微電影—飾演 黑暗騎士

### 音樂錄影帶
註：不包括五月天及阿信參與演唱之歌曲。
- 1998年：許茹芸〈啤酒咖啡〉
- 2007年：S.H.E〈五月天〉[5]
- 2008年：八三夭〈拯救世界〉
- 2012年：八三夭〈最好的结局〉[6]
- 2018年：林憶蓮〈沙文〉[7]
- 2023年：BOOM!怪物星人〈BOOM!怪物星人〉

## 執導作品

#### 音樂錄影帶
註：年份以MV首度播出或公開之時間為準。
| 年份   | 歌曲名稱             | 演唱者     | 附註             |
| ------ | -------------------- | ---------- | ---------------- |
| 2003年 | 九號球               | 五月天     |                  |
| 2006年 | happy·BIRTH·day      | 陳信宏     | 五月天特別演出   |
| 2008年 | 春天的吶喊           | 五月天     | 與劉名峯共同執導 |
| 2009年 | 我心中尚未崩壞的地方 | 五月天     | 與劉名峯共同執導 |
| 2009年 | 笑忘歌               | 五月天     | 與劉名峯共同執導 |
| 2010年 | 時間倒轉             | MP魔幻力量 | 與劉名峯共同執導 |

## 監製作品

### 電影短片
| 年份   | 劇名 | 導演   | 附註                               |
| ------ | ---- | ------ | ---------------------------------- |
| 2022年 | 家家 | 姚國禎 | 首次擔任電影監製，與廖慶松共同監製 |

## 出版作品

### 書籍作品
| 出版日期      | 書名                                                                    | 作者           | 出版公司     |
| ------------- | ----------------------------------------------------------------------- | -------------- | ------------ |
| 2006年2月18日 | happy·BIRTH·day 搖滾詩的誕生與轉生                                      | 阿信           | 平裝本出版社 |
| 2008年1月1日  | 浪漫的逃亡－遊日非流行指南                                              | 阿信           | 相信音樂     |
| 2012年2月24日 | Stairway to Heaven 蜷川実花 × 阿信｜天堂｜影像書 天堂階梯版／愛情角落版 | 蜷川実花、阿信 | StayReal     |
| 2013年9月6日  | 九命人2013經典復刻版                                                    | 阿推、阿信     | StayReal     |

### 翻譯著作
| 出版日期      | 書名            | 作者                    | 出版公司 |
| ------------- | --------------- | ----------------------- | -------- |
| 2009年10月9日 | Woodstock筆記書 | 瓊尼·米歇爾、阿推、阿信 | 滾石文化 |

## 設計作品
| 項目                                                         | 合作對象 | 備註                 |
| ------------------------------------------------------------ | -------- | -------------------- |
| 五月天官方網頁                                               | 不適用   | 愚人節版             |
| BenQ MusiQ Mp3 Player                                        | 不二良   |                      |
| 法國嬌蘭珠寶設計                                             | 不二良   |                      |
| BenQ企業形象公仔「Jr.Q」                                     | 不二良   |                      |
| My Mint 糖果盒                                               | 不二良   |                      |
| 花博潮T                                                      | 不適用   |                      |
| 「StayReal」工作室                                           | 不適用   |                      |
| 「StayReal」門市店舖                                         | 不適用   |                      |
| 大雞腿錄音室                                                 | 不適用   |                      |
| StayReal Cafe'                                               | 不適用   |                      |
| 諾亞方舟演唱會成都場舞台                                     | 不適用   |                      |
| 三商美邦人壽20周年吉祥物「Boby」公仔                         | 不適用   | 掛名創作             |
| 高雄夢時代藍鯨館3樓牛仔大道、4樓潮流大道整體設計             | 不二良   |                      |
| 2014 第11屆台北國際玩具創作大展 TAIPEI TOY FESTIVAL 展覽海報 | 不適用   | 阿信、不二良掛名設計 |
| 2015 StayReal「我的志願T」手寫字體設計                       | 不適用   | 概念發想             |
| 2015 StayReal 八週年「勿忘初衷T」設計                        | 不適用   | 概念發想             |
| StayReal「PLAN A」系列                                       | 不適用   |                      |

## 獎項紀錄
註：此處僅列陳信宏個人提名與獲得之獎項。
| 年份   | 主辦單位／典禮名稱       | 獎項             | 入圍作品             | 結果 |
| ------ | ------------------------ | ---------------- | -------------------- | ---- |
| 2005年 | 第五屆全球華語歌曲排行榜 | 最佳編曲獎       | 燕尾蝶               | 獲獎 |
| 2006年 | 第43屆金馬獎             | 最佳原創電影歌曲 | 盛夏光年             | 提名 |
| 2006年 | 第六屆全球華語歌曲排行榜 | 最佳作詞獎       | 絲路                 | 獲獎 |
| 2008年 | TVB8金曲榜頒獎典禮       | 最佳作詞獎       | 抓狂                 | 獲獎 |
| 2009年 | 第20屆金曲獎             | 最佳作詞人獎     | 我心中尚未崩壞的地方 | 提名 |
| 2009年 | 第20屆金曲獎             | 最佳作詞人獎     | 如煙                 | 提名 |
| 2009年 | Fresh Music Awards       | 最佳作詞獎       | 如煙                 | 獲獎 |
| 2009年 | 2009 Hito流行音樂獎      | HITO作詞人獎     | 後青春期的詩         | 獲獎 |
| 2012年 | 第23屆金曲獎             | 最佳作詞人獎     | 諾亞方舟             | 提名 |
| 2012年 | 新加坡e樂大賞            | 最佳作詞（海外） | 倉頡                 | 獲獎 |
| 2012年 | TVB8金曲榜頒獎典禮       | 最佳作詞獎       | OAOA（現在就是永遠） | 獲獎 |
| 2012年 | 音樂風雲榜               | 最佳搖滾歌手獎   | 不適用               | 獲獎 |
| 2012年 | 音樂風雲榜               | 最佳作詞獎       | 第二人生             | 獲獎 |
| 2017年 | 第28屆金曲獎             | 最佳作詞人獎     | 成名在望             | 獲獎 |
| 2019年 | MÜST二十週年頒獎典禮     | 最具影響力獎     | 不適用               | 獲獎 |
| 2022年 | Hito流行音樂獎           | 最受歡迎數位單曲 | 青空未來             | 獲獎 |

## 外部連結
- （繁體中文）五月天 阿信的Facebook專頁
- （繁體中文）阿信的Instagram帳戶
- （日語）mayday ashin的X（前Twitter）
- （简体中文）阿信的新浪微博
- （简体中文）阿信的新浪博客
- （繁體中文）YouTube上的五月天 阿信頻道 （页面存档备份，存于）
- 五月天 阿信個人官方Threads （页面存档备份，存于）

- 陳信宏在香港影庫上的簡介
- 五月天 阿信 (Ashin)的歷年專輯與介紹 - KKBOX （页面存档备份，存于）